# Wahlen zum Repräsentantenhaus der Vereinigten Staaten 1842
Bei den Wahlen zum Repräsentantenhaus der Vereinigten Staaten 1800 wurden ab dem 1. August 1842 an verschiedenen Wahltagen die Abgeordneten des Repräsentantenhauses gewählt. Die Wahlen waren Teil der allgemeinen Wahlen zum 28. Kongress der Vereinigten Staaten in jenem Jahr, bei denen auch ein Drittel der US-Senatoren gewählt wurden. Da die Wahlen etwa in der Mitte der Amtszeit von Präsident John Tyler stattfanden (Midterm Election), galten sie auch als Votum über die bisherige Politik des Präsidenten.
Zum Zeitpunkt der Wahlen bestanden die Vereinigten Staaten aus 26 Bundesstaaten. Die Zahl der zu wählenden Abgeordneten betrug 223. Die Sitzverteilung im Repräsentantenhaus basierte auf der Volkszählung von 1840. Bei den Wahlen verlor die United States Whig Party, die noch zwei Jahre zuvor erstmals die Mehrheit im Repräsentantenhaus gewonnen hatte, dramatisch. Davon profitierten die Demokraten, die sich mit 147 Sitzen wieder die absolute Mehrheit zurückholten. Dabei fehlten ihnen nur drei Mandate zur Zweidrittelmehrheit. Der Grund lag in der Unzufriedenheit der Wähler mit der Politik der Whig Party und ihrem nach dem Tod von Präsident William Henry Harrison ins Amt gekommenen Präsidenten John Tyler, der bei beiden Parteien unbeliebt war und der sich in einigen Fragen auch gegen seine eigene Partei stellte. Das vermittelte ein Bild der Uneinigkeit der Whigs, wovon die Demokraten profitieren konnten.
Frauen und Sklaven waren weder wahlberechtigt noch wählbar. In vielen Bundesstaaten waren auch freie Afroamerikaner von der Wahl ausgeschlossen.

## Wahlergebnis
- Demokratische Partei 147 (98) Sitze
- United States Whig Party: 72 (142) Sitze
- Sonstige: 4 (2) darunter 2 für die Law and Order Party in Rhode Island.

Gesamt: 223
In Klammern sind die Ergebnisse der letzten Wahl zwei Jahre zuvor. Veränderungen im Verlauf der Legislaturperiode, die nicht die Wahlen an sich betreffen, sind bei diesen Zahlen nicht berücksichtigt, werden aber im Artikel über den 28. Kongress im Abschnitt über die Mitglieder des Repräsentantenhauses bei den entsprechenden Namen der Abgeordneten vermerkt. Das Gleiche gilt für Wahlen in Staaten, die erst nach dem Beginn der Legislaturperiode der Union beitraten. Daher kommt es in den Quellen gelegentlich zu unterschiedlichen Angaben, da manchmal Veränderungen während der Legislaturperiode in die Zahlen eingearbeitet wurden und manchmal nicht.